# Mike Smith (baloncestista de 1963)
Mike Smith Gibbs  (Nueva York, Nueva York, 10 de septiembre de 1963) es un exbaloncestista hispano-estadounidense. Con 1.98 metros de estatura, jugaba en la posición de alero. Es padre del jugador de baloncesto Sean Smith García.

## Biografía
Mike Smith empezó su carrera jugando en la University of South Carolina Upstate, donde llegó a ser el máximo reboteador de la liga. 
Michael se marchó poco después a jugar a Dublín donde jugó la temporada 1985-1986 en el Yoplait Dublín. 
El año siguiente ficha por el C.B Maristas Málaga donde jugó durante 5 temporadas desplegando su mejor juego, haciendo un gran trabajo tanto en ataque, con un buen promedio de puntos por partido, como en defensa con muchos rebotes y tapones. Las primeras 2 temporadas jugó en Primera B hasta conseguir el ascenso en la 87-88. Ya en ACB, fue el primer jugador en la historia de la Liga en conseguir un triple doble. En el equipo malagueño formó la mejor pareja de americanos de la historia de Maristas Málaga, junto con Ray Smith, haciendo disfrutar a miles de aficionados con mates, triples, etc. Ganó el concurso de mates ACB de 1989.
La temporada 91-92 ficha por el Joventut de Badalona, donde sería una de las piezas más importantes del equipo rindiendo a un gran nivel, y donde conseguiría la nacionalidad española, además de títulos importantes como la Liga Europea del año 1994, con el famoso triple de Corny Thompson, o la liga ACB del año 1992. Estaría en el Joventut hasta final de la temporada 1994-95 en el que deja el club debido a los problemas económicos.
Su paso por el Real Madrid sería más agridulce, aunque ganaría la Recopa de Europa en el año 1997. En un partido, harto de sus pocos minutos, y su mala relación con Miguel Ángel Martín, se negó a salir a jugar desde el banquillo, lo que acabaría siendo su final como jugador merengue. 
La temporada 1998-99 ficha por el CB Sevilla, donde juega una final de la liga ACB y otra de Copa del Rey, y se vuelve a sentir importante cuajando dos grandes temporadas en las tres que estuvo en Sevilla. 
Termina su carrera profesional con el Lucentum de Alicante, donde consigue un ascenso de categoría.
Con 45 años vuelve a las canchas salvando del descenso al CB Dos Hermanas, equipo que también preside.

## Trayectoria
- High School. Melvern, New York.
- NCAA. University of South Carolina Upstate
- 1985-86 Liga de Irlanda. Yoplait Dublín.
- 1986-88 Primera B. Maristas Málaga.
- 1988-91 ACB. Mayoral Maristas.
- 1991-95 ACB. Club Joventut de Badalona.
- 1995-98 ACB. Real Madrid.
- 1998-01 ACB. Caja San Fernando.
- 2001-02 LEB. Club Baloncesto Lucentum Alicante. Juega 12 partidos.
- 2008-09 1ª División Nacional. CB Ciudad de Dos Hermanas.

## Palmarés y reconocimientos
- 1992 - Campeón ACB. Club Joventut Badalona
- 1992 - MVP Final ACB. Club Joventut Badalona
- 1994 - Campeón Euroliga. Club Joventut Badalona
- 1997 - Campeón Recopa de Europa. Real Madrid

## Internacional
- Selección de España. 16 partidos.
- 20-05-95 Selección de España. Debut. Leganés. España 76-Italia 72. 13 puntos.
- 21-06-95 Eurobasket. España. Debut oficial. Atenas. España 85-Turquía 70. Cuatro puntos.